# Agazzòi
Agazzòi är en bergstopp i Schweiz. Den ligger i distriktet Locarno och kantonen Ticino, i den sydöstra delen av landet, 130 km sydost om huvudstaden Bern. Toppen på Agazzòi är 1 874 meter över havet.